# Emilie Amundson
Emilie A. Amundson (nacida en 1980) es una política demócrata y educadora estadounidense, nombrada por el gobernador electo de Wisconsin, Tony Evers para ser la tercera Secretaria del Departamento para Niños y Familias de dicho estado.
Previamente, Amundson fue la Jefa de estado mayor en el Departamento de Instrucción Pública de Wisconsin.

## Carrera
Amundson tiene una licenciatura de la University of Wisconsin-Madison y un Máster en políticas educativas de la Harvard Graduate School of Education. Fue profesora en la Middleton School District y también una profesora de inglés como segunda lengua en Brooklyn, Nueva York. Es fundadora de la Urban Assembly School for Law and Justice en Nueva York, antes de mudarse a Wisconsin.
Mientras en DPI, Madison (Wisconsin), Amundson fue Directora de Alfabetización y Matemáticas, Consultor de Lengua Inglesa, Subdirector del Equipo de Contenido y Aprendizaje y luego, se dedicó a trabajar en el gabinete de Tony Evers como Superintendente Estatal de Instrucción Pública. Amundson también formó parte de Boards of Wisconsin Literacy, Cooperative Children’s Book Center, Wisconsin Council of Teachers of English, and the Assembly of State Consultants of English Language Arts.